# حسن الأمراني
حسن الأمراني (ولد 1368 هـ / 1949 م) أديب وناقد وشاعر مغربي. وباحث وأستاذ جامعي، عضو رابطة الأدب الإسلامي العالمية، ورابع رئيس للرابطة منذ تأسيسها خلفًا للشيخ محمد الرابع النَّدْوي، ورئيس تحرير مجلة (المشكاة) التي تهتم بالأدب الإسلامي القديم والحديث.

## ولادته وتحصيله
ولد حسن بن عمر بن السعيدي الأمراني العلوي الحسني نسبًا، في مدينة وَجْدة، بالمغرب، يوم السبت 3 جُمادى الأولى 1368هـ الموافق 2 مارس (آذار) 1949م. درس المرحلتين الابتدائية والثانوية في وَجْدة؛ فحصل على الابتدائية من مدرسة ابن طفيل عام 1956، وعلى الثانوية من ثانوية الوحدة عام 1962. ثم التحق بكلية الآداب والعلوم الإنسانية بفاس عام 1968 وحصل منها على شهادة الإجازة (بكالوريوس) في اللغة العربية وآدابها عام 1972. مع نيله دبلوم الدراسات التربوية في العام نفسه.
وفي عام 1974 حصل على شهادة استكمال الدروس في الأدب القديم من الكلية نفسها، ثم نال منها شهادة (ماجستير) في الأدب الجاهلي عام 1981، في موضوع (دراسة لشعر قيس بن الخطيم) بإشراف الدكتور عبد الله الطيِّب. ثم نال شهادة الدبلوم العالي للدراسات الفرنسية المعاصرة، من المدرسة الوطنية للغة والحضارة الفرنسية بباريس، عام 1985. ثم حصل على شهادة (دكتوراه) الدولة من كلية الآداب بجامعة محمد الخامس بالرباط، عام 1988، في موضوع (المتنبي في دراسات المستشرقين الفرنسيين) بإشراف الدكتور عباس الجراري.

## عمله ووظائفه
بدأ العمل أستاذًا للتعليم الثانوي بثانوية زينب النفزاوية بوَجْدة عام 1972، ثم أستاذًا بالمركز التربوي الجِهَوي بوَجْدة عام 1975، ثم التحق بكلية الآداب والعلوم الإنسانية، بجامعة محمَّد الأول بوَجْدة عام 1979 أستاذًا مساعدًا، فأستاذًا محاضرًا عام 1988، فأستاذًا للأدب والنقد (بروفيسور) عام 1992.
وعُيِّن رئيسًا لشعبة اللغة العربية وآدابها بكلية الآداب والعلوم الإنسانية بوجدة، من 1981- 1984، ثم رئيسًا للشعبة مرة أُخرى، من 1988- 2004. وعمل أستاذًا زائرًا بكلية الدعوة بجامعة الإمام محمد بن سعود الإسلامية في الموسم الجامعي 1413- 1414هـ / 1993م. ثم انتقل إلى مدينة الشارقة، أستاذًا للأدب في جامعة الشارقة.

## مشاركاته ونشاطاته
الأمراني عضو مؤسس أو عامل  في العديد من المجالس والاتحادات الأدبية الإقليمية والعالمية، وشارك في الكثير من المؤتمرات الأدبية والفكرية في عددٍ من البلدان الإفريقية والآسيوية والأوربية، من ذلك:
- مؤسس مجلة (المشكاة) ورئيس تحريرها منذ عام 1403هـ/ 1983م.
- عضو اتحاد كتَّاب المغرب منذ عام 1975.
- عضو رابطة الأدب الإسلامي العالمية، وعضو مجلس الأمناء منذ مؤتمرها الأول في لكنو بالهند عام 1406هـ/ 1986م.
- رئيس رابطة الأدب الإسلامي العالمية (حاليًّا)، اختاره مجلسُ أمناء الرابطة رئيسًا لها مدَّة ست سنوات، بدءًا بيوم الأربعاء 20 شوال 1444هـ الموافق 10 مايو (أيَّار) 2023م.
- الرئيس المؤسس لجمعية النبراس للثقافة والتنمية بوَجْدة منذ سنة 1982.
- عضو مؤسس لجمعية العمل الثقافي والاجتماعي المغربية.
- عضو جمعية تحقيق التراث بفاس.
- عضو اللجنة العلمية بكلية الآداب والعلوم الإنسانية بوَجْدة لدورات متتالية.
- مؤسس مجموعة البحث في الأدب الإسلامي بكلية الآداب والعلوم الإنسانية بوَجْدة.
- عضو مؤسس لمجموعة البحث في الدراسات الاستشراقية.

- شارك في عدد من المؤتمرات والندَوات والمهرجانات، وألقى عددًا من المحاضرات والدروس في كل من: الجزائر (تلمسان، وهران، الجزائر، قسنطينة)، وتونس، وليبيا، ومصر (القاهرة، الإسكندرية، الزقازيق)، والسعودية (الرياض، جُدَّة، المدينة المنوَّرة)، والإمارات العربية المتحدة، والهند، وتركيا، وفرنسا، وألمانيا. إضافة إلى أنشطته العلمية والثقافية في عدد من حواضر المغرب وبواديه.[3]

## مؤلفاته وآثاره

### دواوينه
- الحزن يزهر مرتين 1974، فاس.
- مزامير 1975، وجدة.
- البريد يصل غدًا (بالاشتراك) 1975، الدار البيضاء.
- القصائد السبع 1984، وجدة.
- مملكة الرماد 1987، وجدة.
- الزمان الجديد 1988، الرباط ثم الدار البيضاء.
- مملكة الرماد 1988.
- ثلاثية الغيب والشهادة 1989، وجدة.
- جسر على نهر درينا (ملحمة الإسلام في البوسنة) 1992، الدار البيضاء.
- كاملية الإسراء 1992، وجدة.
- قصيدة الإسراء 1993، الرياض.
- يا طائر الحرمين 1995، وجدة.
- سآتيك بالسيف والأقحوان 1995، بيروت.[4]
- سيدة الأوراس 1995، وجدة.
- ما أقول لكم (الصحف الأُخرى) 2016.
- المجد للأطفال والحجارة 1996، الدار البيضاء.
- أشجان النيل الأزرق 1998، الدار البيضاء.
- نبض الخافقين 1999 (بالاشتراك)، الدار البيضاء.
- القس واليمامة 2000، الدار البيضاء.
- شرق القدس غرب يافا 2002، الدار البيضاء.
- لو كان قلبي معي 2005، وجدة.[3]

### مؤلفاته
- المتنبي في دراسات المستشرقين الفرنسيين، مؤسسة الرسالة بيروت.
- سيمياء الأدب الإسلامي، مؤسسة الندوي، وجدة.
- بديع الزمان سعيد النورسي، أديب الإنسانية، طبعة في المغرب، وطبعة في القاهرة.
- نحو ثقافية بانية، مؤسسة المحجة، فاس 2005.
- المتنبي وفيكتور هيجو، درس افتتاحي بكلية الآداب والعلوم الإنسانية وجدة 1989.
- المنهج الحضاري في تحليل النص الأدبي، كلية الآداب بتطوان، الموسم الجامعي 1989- 1990.
- النص وحدود التأويل، عرض قدِّم في اليوم الدراسي الذي أقامته كلية الآداب بوجدة، يوم 10 فبراير 1992.
- ما الأدب ؟ الملتقى الدَّولي الأول للأدب الإسلامي، رسالة الأدب والشهود الحضاري، كلية الآداب وجدة 1994.
- النص ومحيطه، مجلة كلية الدراسات الإسلامية والعربية، العدد العشرون 2001.[3]

 ممَّن كتبوا عن شعره: عماد الدين خليل، ومحمود مفلح، وياسر الزعاترة، وعلاوة وهبي، وعبد الله راجع، وعزيز الحسين.